# 5343 Ryzhov
Az 5343 Ryzhov (ideiglenes jelöléssel 1977 SG3) a Naprendszer kisbolygóövében található aszteroida. Nyikolaj Sztyepanovics Csernih fedezte fel 1977. szeptember 23-án.